# Boerakker
Boerakker est un village de la commune néerlandaise de Westerkwartier, situé dans la province de Groningue. 

## Géographie
Le village est situé à 14 km à l'ouest de Groningue.

## Histoire
Avant les fusions de communes en 1990, Boerakker était partagé entre les communes de Leek et de Marum. Le 1er janvier 2019, toutes les deux sont rattachées à Westerkwartier.

## Démographie
Le 1er janvier 2018, le village comptait 380 habitants.